# São Valério do Sul
São Valério do Sul é um município brasileiro do estado do Rio Grande do Sul. 